# David Duchovny
Pour les articles homonymes, voir Duchovny.
David Duchovny est un acteur, réalisateur, scénariste, écrivain, producteur et chanteur américain né le 7 août 1960 à New York.
Il est connu pour son duo avec Gillian Anderson dans la série télévisée X-Files avec le rôle de l'agent Fox Mulder qu'il joue dans un premier temps entre 1993 et 2002. Connaissant plusieurs échecs au cinéma durant les années 2000, il rebondit grâce au rôle de l'écrivain Hank Moody dans la série Californication (2007-2014). Il reprend le rôle de Fox Mulder dans le film X-Files : Régénération sorti en 2008. Après l'arrêt de la série, il tient le rôle principal de l'éphémère série Aquarius (2015-2016), puis reprend en 2016 et 2018 son rôle emblématique de Fox Mulder pour deux saisons supplémentaires.
Le milieu des années 2010 le voit devenir un écrivain et musicien confirmé, ayant publié cinq livres et sorti trois albums depuis 2015.

## Biographie

### Enfance
David William Duchovny est né d'un père de confession juive d'origine russe et d'une mère protestante d'origine écossaise. Ils divorcent l'année où David fête ses onze ans. C'est un enfant très timide et réservé, ce qui amuse son frère qui aime faire croire qu'il est attardé mentalement. Pourtant, ce n'est pas le cas, et David se destine à l'enseignement, et obtient un diplôme de littérature anglaise à l'université de Princeton (thèse titrée The Schizophrenic Critique of Pure Reason in Beckett's Early Novels) ainsi qu'une maîtrise à l'université Yale, où il commence à s'intéresser à l'art dramatique. Il apparaît alors dans quelques pièces locales.

### Carrière

#### Années 1990: débuts et révélation télévisuelle
C'est alors que son ami, Jason Beghe le convainc d'auditionner pour une publicité vantant les mérites d'une bière. Il obtient le rôle. Content de son expérience devant les caméras, il arrête ses études et entame une carrière d'acteur en 1987.
Grâce à la publicité, il obtient des rôles dans des films comme Working Girl (1988), Denial (en) (1990), Beethoven (1992).
De 1990 à 1991, il joue dans la série évènement qui brise les codes de la télévision, Twin Peaks de Mark Frost et David Lynch. Apparaissant dans les onzième, douzième et treizième épisodes de la seconde saison, il y joue le rôle de l'agent Denise Bryson, une femme transgenre de la DEA.
En 1993 il joue avec Brad Pitt dans Kalifornia. C’est la même année que sa carrière décolle grâce au rôle de Fox Mulder dans la série X-Files qui en fait une star internationale. L'acteur porte la série aux côtés de Gillian Anderson durant sept ans. À noter qu'il réalise un épisode des saisons six : The Unnatural ; sept : Hollywood A.D. et 9 : William.
Il joue ce personnage en 1997 dans l'épisode The Springfield Files de la série d'animation The Simpsons. Il fait partie du film The X-Files: Fight the Future en 1998 tiré de la série de télévision, et la même année du jeu The X-Files Game.
À la fin des années 1990, l'acteur souhaite s'éloigner. La huitième saison prépare son départ et son personnage est remplacé durant les saisons huit et neuf par Robert Patrick. Duchovny apparaît de manière sporadique dans la huitième saison, et dans deux épisodes de la neuvième, William qu'il réalise, ainsi que dans le double épisode final intitulé The Truth diffusé en mai 2002,,.

#### 2000-2007: échecs au cinéma

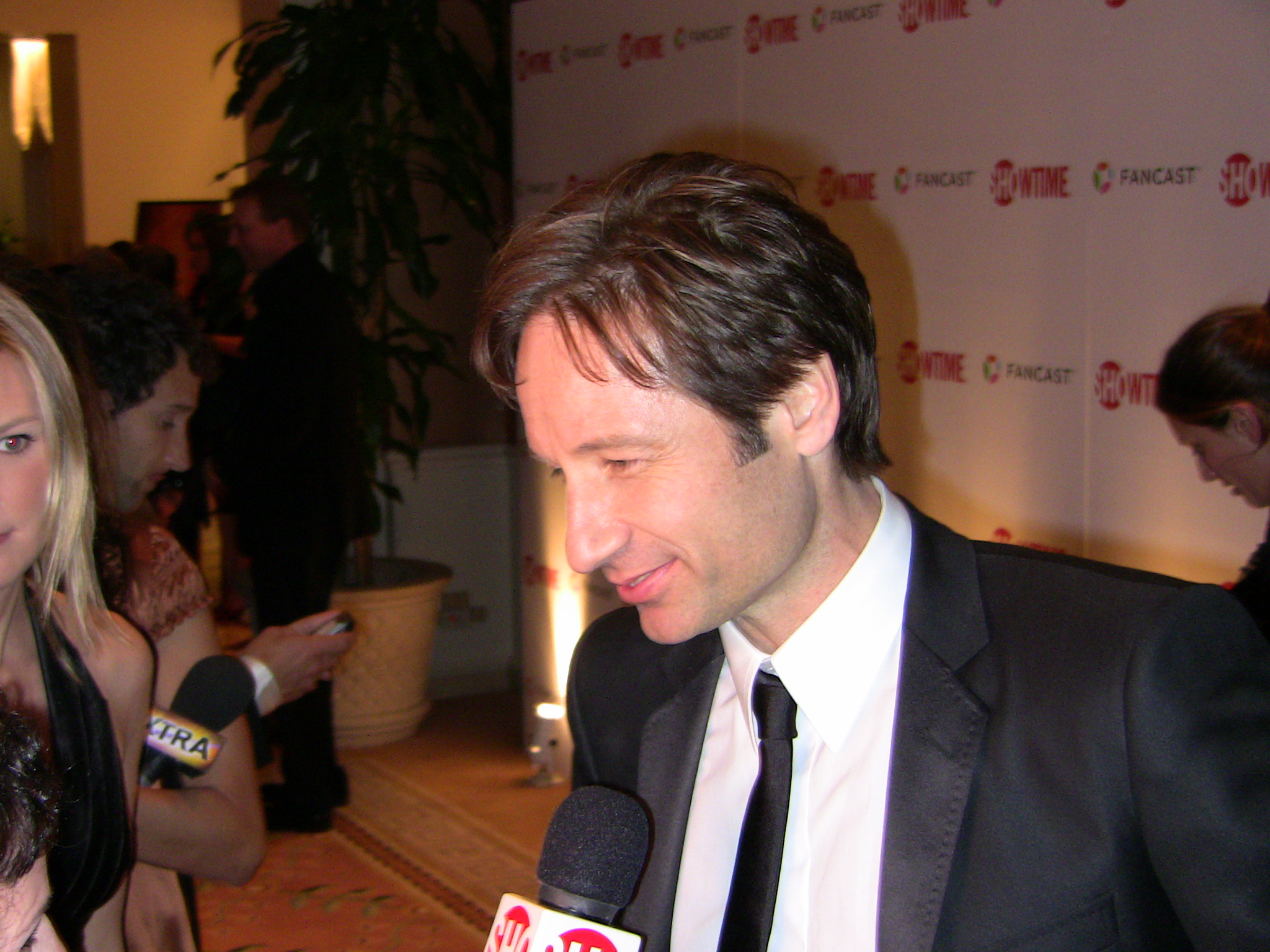
À l'after-party des Golden Globes 2009, pour Californication.

Deux mois plus tard, il joue au cinéma dans la comédie de science-fiction Évolution, d'Ivan Reitman. Cette grosse production mise sur l'image de l'acteur, mais ne convainc pas commercialement. Il s'éloigne de grosses productions : en 2002, il joue dans le film indépendant Full Frontal de Steven Soderbergh ; en 2004, il donne la réplique à Toni Collette dans la comédie indépendante Connie et Carla ; et surtout il scénarise et réalise le drame Le Prince de Greenwich Village, mais ce long-métrage est un flop critique et commercial.
En 2005, il est l'une des têtes d'affiche de la comédie romantique Chassé-croisé à Manhattan, écrite et réalisée par Bart Freundlich ; en 2006 il incarne un scénariste au bord de la dépression dans la satire The TV Set, de Jake Kasdan ; et en 2007 le Suisse Vincent Perez le dirige dans le drame Si j’étais toi, mais le film passe inaperçu.

#### 2007-2014: un grand rôle à la télévision et une carrière sur grand écran toujours en demi-teinte
En 2007, il joue dans la comédie de télévision Californication, où il incarne un écrivain new-yorkais exilé en Californie, en manque d'inspiration et séparé de sa compagne, qui casse son image en livrant une performance politiquement incorrecte. Si au terme de la première saison il décroche le Golden Globe du Meilleur acteur dans une série télévisée musicale ou comique, la série désintéresse progressivement la critique. Les audiences et la popularité du programme lui permettent néanmoins de continuer, sept saisons durant, sur la chaîne câblée Showtime, jusqu'en 2014.
Parallèlement, il tourne quelques films : en 2008, il mène X-Files : Régénération, de Chris Carter, en 2009, il partage l'affiche de la satire La Famille Jones avec Demi Moore. En 2012, il tourne la comédie dramatique Goats, de Christopher Neil ; et en 2013, le film à suspense Phantom, de Todd Robinson. Malheureusement tous des échecs critiques et commerciaux.

#### Depuis 2015: son retour dansThe X-Fileset sa diversification musicale et littéraire
En 2015 il est actif dans trois domaines différents. Il publie son premier livre, Holy Cow: A Modern-Day Dairy Tale (en), qui sort en février. Le 12 mai, c'est son premier album, Hell or Highwater (en), qui sort. Il réapparait à la télévision dans la série Aquarius d'NBC, jouant un policier qui traque le criminel Charles Manson. La série est annulée courant 2016 au bout de deux saisons.
Il reprend un autre personnage, celui de Denise Bryson dans Twin Peaks: The Return, troisième saison de la série diffusée vingt-six ans après la fin de la deuxième.
En 2022, il décroche l'un des rôles principaux du film comique The Estate aux côtés de Toni Collette et Anna Faris, produit par sarah Jessica Parker. Le film obtient de bonnes critiques.

### Vie personnelle

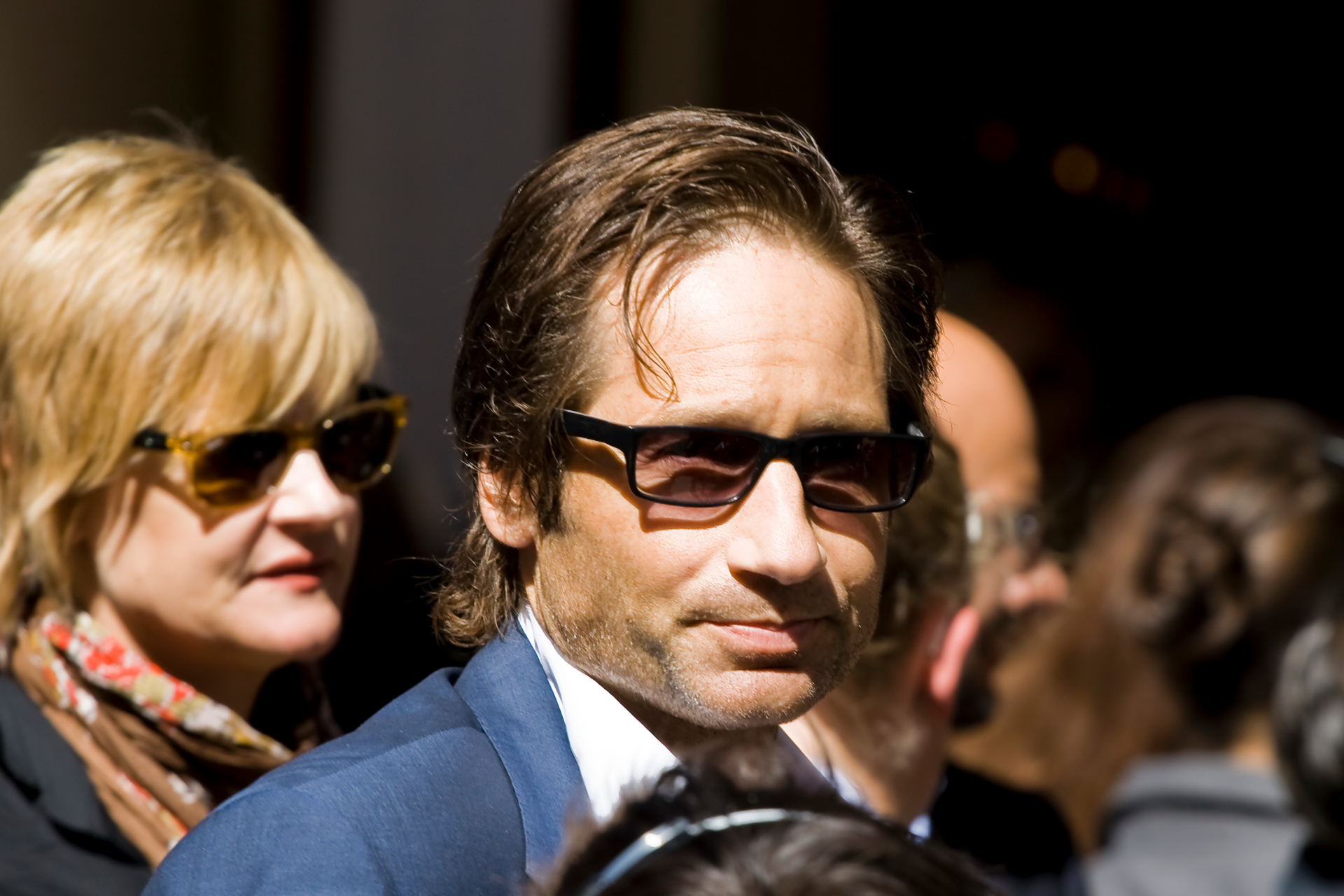
Au Toronto International Film Festival 2009, pour la première de The Joneses.

De 1993 à 1995, il fréquente l'actrice Perrey Reeves qui apparaît à ses côtés dans l'épisode Les Vampires de la série X-Files : Aux frontières du réel, puis, en 1996, l'actrice Dana Wheeler-Nicholson.
Le 5 mai 1997, il épouse à la Grace Church (en) de Manhattan l'actrice Téa Leoni. De cette union naissent deux enfants : Madelaine West (24 avril 1999) et Kyd Miller (15 juin 2002). Ils se séparent en octobre 2008 et se réconcilient en juin 2009.
En décembre, ils vont ensemble à l'Unicef Snowflake, prouvant qu'ils reforment un couple. Ils divorcent en août 2014.
En septembre 2014, Téa Leoni annonce qu'elle désire rester proche de David Duchovny malgré leur séparation.

## Filmographie

### Acteur

#### Cinéma
- 1988 : Working Girl de Mike Nichols : un ami de Tess
- 1989 : New Year's Day de Henry Jaglom : Billy
- 1990 : Denial (en) d'Erin Dignam (en) : John
- 1990 : Bad Influence de Curtis Hanson : le clubber aux lunettes
- 1991 : Julia Has Two Lovers de Bashar Shbib : Daniel
- 1991 : The Rapture de Michael Tolkin : Randy
- 1991 : Panique chez les Crandell de Stephen Herek : Bruce
- 1992 : Chaplin de Richard Attenborough : Rollie Totheroh
- 1992 : Venice/Venice (en) de Henry Jaglom : Dylan
- 1992 : Beethoven de Brian Levant : Brad
- 1992 : Ruby de John Mackenzie : officier Tippit
- 1993 : Kalifornia de Dominic Sena : Brian Kessler
- 1997 : Le Damné d'Andy Wilson : Eugene Sands
- 1998 : The X-Files, le film de Rob Bowman : l’agent Fox Mulder
- 2000 : Droit au cœur de Bonnie Hunt : Bob Rueland
- 2001 : Évolution d'Ivan Reitman : Dr Ira Kane
- 2001 : Zoolander de Ben Stiller : J. P. Prewitt
- 2002 : Full Frontal de Steven Soderbergh : Bill / Gus
- 2004 : Connie et Carla de Michael Lembeck : Jeff
- 2004 : Le Prince de Greenwich Village de David Duchovny : Tom Warshaw
- 2005 : Chassé-croisé à Manhattan de Bart Freundlich : Tom
- 2006 : The TV Set de Jake Kasdan : Mike
- 2007 : Si j’étais toi de Vincent Perez : Dr Benjamin Marris
- 2007 : Nos souvenirs brûlés de Susanne Bier : Brian Burke
- 2008 : The X-Files: Régénération de Chris Carter : Fox Mulder
- 2009 : La Famille Jones de Derrick Borte : Steve Jones
- 2012 : Goats de Christopher Neil : Goat Man
- 2013 : Phantom de Todd Robinson : Bruni
- 2013 : Louder Than Words (en) d'Anthony Fabian (en) : John Fareri
- 2020 : The Craft : Les Nouvelles Sorcières de Zoe Lister-Jones : Adam Harrison
- 2022 : La Bulle de Judd Apatow : Sean Knox
- 2023 : You People de Kenya Barris : Arnold
- 2023 : Simetierre : Aux origines du mal de Lindsey Beer : Bill
- 2023 : Ce qui se passe ensuite (en) de Meg Ryan : Bill
- 2023 : The Estate de Dean Graig : Richard

#### Télévision
- 1990-1991 : Twin Peaks, créée par David Lynch et Mark Frost : Agent Dennis / Denise Bryson (épisodes Le Journal secret de Laura ; La Malédiction de l'orchidée et Démons)
- 1992 : L'Enfant du mensonge (en) : David
- 1992-1999 : Red Shoe Diaries : Jake Winters (66 épisodes)
- 1993-2018 : X-Files : Aux frontières du réel créée par Chris Carter : Agent spécial Fox Mulder (191 épisodes)
- 1996 : Space 2063, créée par Glen Morgan et James Wong : un Silicate (épisode 20 : La Permission)
- 1997 : Les Simpson, créée par Matt Groening : Agent spécial Fox Mulder (animation, épisode Aux frontières du réel)
- 2001 : The Lone Gunmen : Au cœur du complot, créée par Chris Carter, Vince Gilligan, John Shiban et Frank Spotnitz : Agent spécial Fox Mulder (épisode 13 : Roméo 61)
- 2003 : Sex and the City, créée par Darren Star : Jeremy (saison 6, épisode 10 : À la folie !)
- 2007-2014 : Californication créée par Tom Kapinos : Hank Moody (84 épisodes)
- 2015-2016 : Aquarius créée par John McNamara : Sam Hodiak (26 épisodes)
- 2016 : Better Things créée par Pamela Adlon et Louis C.K. : lui-même (saison 1, épisode 3 : Marron)
- 2017 : Twin Peaks: The Return : Denise Bryson (épisode  Ça rappelle des souvenirs)
- 2021: Directrice : lui-même (épisode 5 : Le But de la dernière chance)

#### Fictions audio
- 2017 : X-Files - Première partie (X-Files : Les nouvelles affaires non classées 1) : Fox Mulder
- 2017 : X-Files - Deuxième partie (X-Files : Les nouvelles affaires non classées 2) : Fox Mulder

### Réalisateur

#### Films
- 2004 : Le Prince de Greenwich Village

#### Séries télévisées
- 1999 : X-Files : Aux frontières du réel, (saison 6, épisode Le Grand Jour)
- 2000 : X-Files : Aux frontières du réel (saison 7, épisode Hollywood)
- 2002 : X-Files : Aux frontières du réel (saison 9, épisode William)
- 2006 : Bones (épisode L'Épouvantail)
- 2007-2014 : Californication (saisons 1 à 7)
- 2015-2016 : Aquarius (saison 1 et 2)

### Scénariste

#### Films
- 2004 : Le Prince de Greenwich Village

#### Séries télévisées
- 1999 : X-Files : Aux frontières du réel, (saison 6, épisode Le Grand Jour ; saison 7, épisode La Sixième Extinction, partie 2)
- 2000 : X-Files : Aux frontières du réel (saison 7, épisode Hollywood)
- 2002 : X-Files : Aux frontières du réel (saison 9, épisode William)

## Ludographie
- 1998 : The X-Files, le jeu : Fox Mulder
- 2003 : XIII : Jason Fly
- 2004 : The X-Files: Resist or Serve : Fox Mulder
- 2005 : Area 51 : Ethan Cole

## Discographie
- 2015 - Hell or Highwater[18]
- 2018 - Every Third Thought
- 2021 - Gestureland

## Œuvre littéraire

### Romans
- Oh la vache ! (en)[19], Grasset & Fasquelle, 2016 ((en) Holy Cow: A Modern-Day Dairy Tale, 2015), trad. Claro, 216 p.  (ISBN 978-2-246-85743-3)Réédition, Le Livre de poche no 34360, 2017, 190 p. (ISBN 978-2-253-08748-9)
- (en) Bucky F*cking Dent, 2016
- La Reine du Pays-sous-la-Terre, Hachette, coll. « Le Rayon Imaginaire », 2023 ((en) Miss Subways: A Novel, 2018), trad. Claire Desserrey, 368 p.  (ISBN 978-2-01-717855-2)
- (en) Truly Like Lightning, 2020
- (en) The Reservoir, 2021, livre audio

## Distinctions

### Récompenses
- 1995 : "Sci-Fi Universe Magazine" du meilleur acteur dans une série télévisée dramatique pour le rôle de Fox Mulder dans X-Files
- 1996 : Bravo Otto de la Vedette masculine de télévision pour le rôle de Fox Mulder dans X-Files
- 1996 : National Television Awards de l'acteur le plus populaire dans une série télévisée dramatique pour le rôle de Fox Mulder dans X-Files
- 1997 : Aftonbladet TV Prize de la meilleure personnalité TV étrangère.
- 1997 : Bravo Otto de la Vedette masculine de télévision pour le rôle de Fox Mulder dans X-Files
- Golden Globes 1997 : Meilleur acteur dans une série télévisée dramatique pour le rôle de Fox Mulder dans X-Files
- Satellite Awards 1997 : Meilleur acteur dans une série télévisée dramatique pour le rôle de Fox Mulder pour X-Files
- 1998 : Bravo Otto de la Vedette masculine de télévision pour le rôle de Fox Mulder dans X-Files
- 1998 : Online Film & Television Association Awards du meilleur acteur invité dans une série télévisée comique pour The Larry Sanders Show
- 1999 : American Comedy Awards de l'acteur invité le plus drôle dans une série télévisée comique pour The Larry Sanders Show
- 1999 : TV Guide Awards de l'acteur préféré dans une série télévisée dramatique pour le rôle de Fox Mulder dans X-Files
- Golden Globes 2008 : Meilleur acteur dans une série musicale ou comique pour le rôle de Hank Moody dans Californication

### Nominations
- Golden Globes 1996 : Meilleur acteur dans une série télévisée dramatique pour le rôle de Fox Mulder dans X-Files
- Golden Globes 1998 : Meilleur acteur dans une série télévisée dramatique pour le rôle de Fox Mulder dans X-Files
- Golden Globes 1999 : Meilleur acteur dans une série télévisée dramatique pour le rôle de Fox Mulder dans X-Files
- Golden Globes 2009 : Meilleur acteur dans une série musicale ou comique pour le rôle de Hank Moody dans Californication
- Golden Globes 2010 : Meilleur acteur dans une série musicale ou comique pour le rôle de Hank Moody dans Californication
- Golden Globes 2012 : Meilleur acteur dans une série musicale ou comique pour le rôle de Hank Moody dans Californication

## Voix francophones
En version française, Georges Caudron a été la voix régulière de David Duchovny depuis Beethoven en 1992 jusqu'à son décès en 2022. Il l'a doublé notamment dans son rôle de Fox Mulder dans la franchise X-Files, ainsi que dans La Famille Jones, Californication ou encore Aquarius.
Pour son rôle de l'agent Denise Bryson dans Twin Peaks, David Duchovny est dans un premier temps doublé par Patrick Messe dans la saison 2, puis par Georges Caudron dans la saison 3. À titre exceptionnel, David Duchovny est doublé par Bernard Woringer dans Panique chez les Crandell ; Michel Mella dans Chaplin ; Edgar Givry dans Kalifornia et Vincent Perez dans Si j'étais toi. En 2023, il est doublé par Nicolas Marié dans You People.